# Nespereira (Guimarães)
Nespereira é uma localidade portuguesa sede da Freguesia de Nespereira do Município de Guimarães, freguesia com 3,69 km² de área e 2 594 habitantes (censo de 2021), tendo, por isso, uma densidade populacional de 703 hab./km².

## Demografia
A população registada nos censos foi:
| Ano  | 0-14 Anos | 15-24 Anos | 25-64 Anos | > 65 Anos |
| 2001 | 595       | 475        | 1594       | 198       |
| 2011 | 354       | 355        | 1576       | 293       |
| 2021 | 294       | 271        | 1488       | 541       |

## Património
- Casa do Alto ou Casa de Raul Brandão e jardim anexo[5]
- Casa de Sezim, Casa Grande ou Paço de Sezim[6]
- Casa do Paço, Rua Visconde do Paço,
- Igreja Paroquial com data de 1890,
- Capela do Senhor dos Aflitos,
- Capela das Senhoras dos Montes,
- Ermida de São João Baptista, antiga capela das Senhoras dos Montes, com o primeiro  documento escrito de 747, a referenciar sua existência.
- Capela de São Pedro, na casa de Sezim,
- Antiga Capela de São Pedro, na casa do Paço,
- Antiga capela na quinta de dos condes de Arrochela.
- Antiga casa senhorial de Quinta de Martim.
- Casa do Alvarinho (era antigo dono o Sr. Costa).

## Festas
- Festa antiga em honra do Senhor dos Aflitos, cuja capela se situa na rua da Cruz, é realizada anualmente no domingo de Ascensão. A parte mais importante desta festividade é a procissão do Senhor dos Aflitos às Senhoras do Monte, a cerca de 3 quilómetros de distância, sempre subindo até ao alto do monte com o nome das senhoras. A ela acorrem as pessoas mais simples do povo, das freguesias vizinhas e algumas de bastante longe.

- Festa no primeiro fim de semana de junho em honra de Nossa Senhora do Rosário.

- Feira da Época, começou com as comemorações dos 150 anos dos nascimento do escritor Raul Brandão. Fim de semana mais perto dia dia 12 de Março.

- Desfile de Carnaval no domingo antes da terça-feira de Carnaval.